# Kal Naga
Pour les articles homonymes, voir Naga.
 (mars 2024).
La mise en forme du texte ne suit pas les recommandations de Wikipédia : il faut le « wikifier ».
Les points d'amélioration suivants sont les cas les plus fréquents. Le détail des points à revoir est peut-être précisé sur la page de discussion.
- Les titres sont pré-formatés par le logiciel. Ils ne sont ni en capitales, ni en gras.
- Le texte ne doit pas être écrit en capitales (les noms de famille non plus), ni en gras, ni en italique, ni en « petit »…
- Le gras n'est utilisé que pour surligner le titre de l'article dans l'introduction, une seule fois.
- L'italique est rarement utilisé : mots en langue étrangère, titres d'œuvres, noms de bateaux, etc.
- Les citations ne sont pas en italique mais en corps de texte normal. Elles sont entourées par des guillemets français : « et ».
- Les listes à puces sont à éviter, des paragraphes rédigés étant largement préférés. Les tableaux sont à réserver à la présentation de données structurées (résultats, etc.).
- Les appels de note de bas de page (petits chiffres en exposant, introduits par l'outil «  Source ») sont à placer entre la fin de phrase et le point final[comme ça].
- Les liens internes (vers d'autres articles de Wikipédia) sont à choisir avec parcimonie. Créez des liens vers des articles approfondissant le sujet. Les termes génériques sans rapport avec le sujet sont à éviter, ainsi que les répétitions de liens vers un même terme.
- Les liens externes sont à placer uniquement dans une section « Liens externes », à la fin de l'article. Ces liens sont à choisir avec parcimonie suivant les règles définies. Si un lien sert de source à l'article, son insertion dans le texte est à faire par les notes de bas de page.
- La présentation des références doit suivre les conventions bibliographiques. Il est recommandé d'utiliser les modèles {{Ouvrage}}, {{Chapitre}}, {{Article}}, {{Lien web}} et/ou {{Bibliographie}}. Le mode d'édition visuel peut mettre en forme automatiquement les références.
- Insérer une infobox (cadre d'informations à droite) n'est pas obligatoire pour parachever la mise en page.

Pour une aide détaillée, merci de consulter Aide:Wikification.
Si vous pensez que ces points ont été résolus, vous pouvez retirer ce bandeau et améliorer la mise en forme d'un autre article.
Kal Naga, est un acteur, cinéaste et producteur égyptien.
Il est principalement célèbre pour son travail en Égypte et au Moyen-Orient, mais il a de plus en plus exploré des rôles dans les films et séries télévisées américains et britanniques.

## Biographie

### Enfance et formation
Naga est né à Héliopolis, un quartier cosmopolite du Caire, en Égypte. Son père, le général de division de l'armée égyptienne Mohamed-Sami Aboul-Naga, est issu d'une famille traditionnelle de grands propriétaires fonciers d'ad-Daqahliyah, Aga, Égypte, qui a été en grande partie confisquée lors de la révolution Nasser de 1952 et de la réforme agraire en Égypte. Sa mère a révélé en 2013 qu'il est un descendant du prophète islamique Mahomet par l'intermédiaire de Fatima Az-Zahraa et de l'imam Husayn ibn Ali, fils d'Ali ibn Abi Talib. Il est le frère cadet de l'architecte égyptien Tarek Naga, basé aux États-Unis, et de l'architecte Seif Abol Naga, apparu dans le film classique Empire M.
Pendant son enfance, Khaled Abol Naga a passé beaucoup de temps avec son frère aîné Tarek, qui vit aux États-Unis, qu'il a décrit comme une influence majeure sur son caractère en grandissant. Khaled était naturellement intéressé par le métier d'acteur dès son plus jeune âge et a fait une apparition dans un film (La Folie de l'amour) avec Naglaa Fathi. Il a fréquenté l'école St. George's College pour son éducation primaire, est diplômé en tant qu'ingénieur en télécommunications électriques de la célèbre Faculté de génie de l'Université Ain Shams (ASUFE) et de l'Université américaine du Caire. Il a étudié l'informatique avec une mineure en théâtre et en dramaturgie. Il a joué au water-polo pour son équipe universitaire lorsqu'il était en Europe (1986-1989), a travaillé à temps partiel comme mannequin de mode (1993-1996) et a été animateur de talk-shows et présentateur radio tard le soir à la fin des années 1990
Il a intégré le département de théâtre de l'Université américaine du Caire, où il a eu l'opportunité de révéler son talent d'acteur dans les productions théâtrales de l'université. En 1997, il a pris la direction des États-Unis pour approfondir ses études de manière autonome dans son domaine de prédilection, le cinéma. Là-bas, il s'est plongé dans l'art dramatique, la cinématographie et la réalisation. Il a désigné son enseignant en art dramatique, le Dr Mahmoud Al Lozy, comme son guide principal, celui qui l'a le plus marqué.

### Carrière
La première phase de la carrière d'acteur de Naga (1989-2002) se déroule en jouant et en réalisant des pièces de théâtre (en anglais et en arabe) et des comédies musicales en Égypte en poursuivant des études de théâtre à l'Université américaine du Caire, bien qu'il ait commencé à animer des talk-shows à la télévision en 1998, ce qui a contribué à sa popularité en tant que personnalité médiatique en Égypte et dans les États arabophones. Son travail à la télévision et au cinéma a inclus une variété de genres différents. Après avoir co-produit et joué dans le film indépendant Heliopolis en 2009 sous la direction du réalisateur Ahmad Abdalla, il a joué dans un deuxième film, Microphone, qu'il a également co-produit avec Mohamed Hefzy en 2010. À partir de 2010, Abol Naga a principalement joué des rôles principaux beaucoup plus diversifiés et complexes, continuant à remporter de nombreux prix en tant qu'acteur et producteur dans des festivals de cinéma régionaux et internationaux prestigieux. Il a été nommé membre du jury et parfois président du jury de festivals de cinéma régionaux et internationaux. Il est considéré comme l'un des meilleurs acteurs du monde aujourd'hui en dehors de la région arabe.
Commencant sa carrière d'acteur professionnel en 2000, Naga a joué dans plusieurs films au cours de la décennie suivante, avec des rôles couvrant plusieurs genres, des comédies musicales None but that! (2007), action Agamista (2007), Eyes Of A Thief (2014), les trillers Kashf Hesab (2007), l'art et essai Heliopolis (2009), Villa 69 (2013), Decor (2014)  et la comédie slapstick Habibi Naêman (Habibi endormi) (2008). En outre, il a participé à plusieurs festivals de cinéma européens, où il a été récompensé en tant  qu'acteur et producteur. Depuis 2016, il a joué dans plusieurs rôles anglophones, notamment dans Tyrant sur FX, Vikings de History Channel et la mini-série télévisée de la BBC The Last Post, il a annoncé sa participation à la prochaine émission Netflix Messiah 2019. Lors d'un festival de films en 2016 célébrant les soumissions de films arabes aux Oscars, i il a été mentionné comme étant l'acteur le plus fréquemment soumis pour l'Oscar du meilleur film en langue étrangère. Il est souvent comparé à « Brad Pitt égyptien », dans les médias occidentaux et a été qualifié de « le prochain Omar Sharif», surtout après ses débuts américains dans le film  Civic Duty en 2007. En tant qu'ambassadeur de bonne volonté pour l'UNICEF depuis 2007, Naga a joué un rôle central dans la sensibilisation aux droits de l'enfant, ainsi que dans les toutes premières campagnes de sensibilisation au VIH en Égypte et dans le monde arabe. Il est l'un des visages les plus reconnaissables de la  révolution égyptienne de 2011, ayant participé aux manifestations de masse au Caire qui ont abouti à la destitution du président Moubarak. Il a été la cible de campagnes de diffamation menées par les médias d'État pendant l'ère Moubarak, avant la révolution du 25 janvier 2011 en Égypte, et plusieurs fois encore sous le gouvernement du général Sissi en 2013, en représailles à son plaidoyer pour l'amélioration de la situation des droits de l'homme en Égypte.
Il a aussi remporté du succès sur diverses chaînes de télévision arabes en tant qu'hôte d'émissions de première partie de soirée de 1997 à 2005.

### Longs métrages
La trajectoire professionnelle d'acteur de Naga a débuté en 1977 alors qu'il était encore jeune, avec une participation dans le film égyptien Madness of Love  (aussi connu sous le nom de Genoun El Hob ou La Folie De L'amore). Depuis lors, il a figuré dans une variété de films, incluant des thrillers psychologiques, des histoires d'amour et des comédies musicales.
En 2001, sa carrière cinématographique a pris de l'ampleur lorsqu'il a été choisi par le réalisateur Daoud Abdel Sayed pour le rôle principal dans "A Citizen, An Informant And A Thief" (Mowaten we Mokhber we Haramy). En 2002, il a démontré son talent pour le chant dans la comédie musicale "Wust El-Balad" ("Centre-ville"). Il a ensuite décroché un rôle dans "Sleepless Nights" (alias : "Sahar El Layali"), qui a connu un grand succès au box-office en 2003-2004. Plus tard la même année, Abol Naga a été récompensé du prix du Meilleur Acteur au Festival International du Film de Damas et du Prix du Meilleur Acteur de la Biennale du Cinéma Arabe de Paris de l'Institut du Monde Arabe.
Après "Sleepless Nights" alias : Sahar El Layali, Abol Naga a joué dans plusieurs autres films en peu de temps. En 2004, il a incarné le lieutenant de marine Hasan Hosny dans Yom El Karama (Jour de la Dignité), suivi de son personnage Kimo dans une comédie romantique populaire, Hob El Banat (L'amour des filles). En 2005-2006, il est apparu dans plusieurs autres films : Harb Italia (Guerre italienne), Malek wa Ketaba (Pile ou Face), et la comédie romantique Banat West El Balad (Les filles du centre-ville).
En 2006, il est apparu en tant que protagoniste dans Leabet el hob (Le jeu de l'amour) - pour lequel il a reçu le prix du Meilleur acteur au Festival international du film d'Alexandrie. Il est également présent dans le court métrage indépendant de Tamer El-Bustani : Qutat Baladi (Chats errants). Durant cette même année, il a été introduit auprès du public anglophone dans le rôle de Gabe Hassan dans la production américano-canadienne Civic Duty, qui a été présentée en avant-première au Festival du film de Tribeca à New York et nommée au Festival international du film du Caire 2007 et nommée au Festival international du film du Caire en 2007. Sa performance a attiré beaucoup d'attention sur son talent et depuis lors, il est souvent qualifié par les médias comme le futur Omar Sharif.
Dans une critique de son film Dans l'appartement d'Héliopolis, Mohamed El-Assyouti du Al-Ahram Weekly a remarqué qu'Abol Naga semblait souvent être cantonné dans des rôles de vedette romantique de la classe moyenne, souvent en tant que co-vedette. Cependant, son interprétation du personnage de Farid dans le mystère criminel Kashf Hesab a attiré des critiques plus positives. Au cours de cette même année, il a également joué le rôle principal d'Ez dans le film d'action/thriller/drame Agamista. Par la suite, en 2008, il a incarné Ramez dans la comédie Habibi Naeman. En 2009, il est apparu en tant que personnage principal Cherif dans One-Zero avant de produire et d'incarner le rôle principal dans Heliopolis, le premier film du réalisateur Ahmad Abdalla, où il a joué le personnage d'Ibrahim. En 2010, leur collaboration s'est poursuivie avec le deuxième film d'Abdalla, Microphone, dans lequel Abol Naga a joué le rôle principal et a également été coproducteur. Bien que prévu initialement pour une sortie au Caire le 26 janvier 2011, le film a finalement été réédité après les manifestations sur la place Tahrir et a été largement acclamé, remportant de nombreux prix tant au niveau régional que mondial.
Naga a un historique de participation aux festivals de cinéma internationaux, soit en tant qu'acteur, soit en tant que membre du jury. En 2009-2010, il a participé à 12 festivals de cinéma internationaux, notamment le Festival de Venise, le TIFF de Toronto, le VIFF de Vancouver, le CIFF du Caire, l'ADIFF d'Abou Dhabi, le Festival du film de Tribeca à Doha, le BFI de Londres et le FF de Thessalonique, où il a été invité soit en tant que membre du jury, soit en tant qu'acteur dans ses films primés Microphone, One-Zero ou Heliopolis.
Dans une interview en 2010, Abol Naga a déclaré : « Du côté de l'industrie, mon plus grand défi est de trouver des rôles originaux ».
Naga a réalisé un exploit historique en remportant tous les prix du meilleur acteur importants décernés en Égypte en 2014 (Festival de la société cinématographique pour le cinéma égyptien, Festival du Centre catholique pour le cinéma égyptien) pour son rôle dans "Villa 69", ainsi que le prix du meilleur acteur (PYRAMIDE D'ARGENT) du prestigieux Festival international du film du Caire pour son rôle dans la soumission palestinienne aux Oscars, "Eyes of a Thief", parmi d'autres prix régionaux du meilleur acteur. La même année, il a également remporté plusieurs prix régionaux pour son incroyable interprétation d'un homme plus âgé, Hussein, dans "Villa 69", notamment le prix du meilleur acteur du Festival du Cinéma Africain à Khouribga, au Maroc (Khaled est l'acteur principal et producteur exécutif).

### Théâtre
Le travail théâtral de Naga a commencé en 1989 avec ses pièces universitaires au Département de théâtre, d'art dramatique et de musique de l'université américaine du Caire. Son travail en tant qu'acteur de théâtre comprenait une variété de rôles ; dans certains cas comme Mahfouz-yat (1990) et Two Underground (1994), il a joué plus d'un rôle dans une seule production, dans la production de la comédie musicale Oliver ! de Lionel Bart ! , il a joué Bill Sikes et a travaillé comme assistant réalisateur de Walter Eyesslinck. Il a récolté quelques prix en tant qu'acteur et metteur en scène de pièces de théâtre universitaires.
En 2010, il devient directeur de tournage de la production étudiante des monologues de The BuSSy – « Histoires vraies sur les jeunes hommes et femmes en Égypte ».
Le samedi 13 avril 2013, la pièce écrite par Nassim Soleimanpour, White Rabbit Red Rabbit, interprétée par de nombreux acteurs de premier plan à travers le monde, a été jouée pour la première fois en arabe au Caire par Naga, qui ne connaissait rien de la pièce avant de monter sur scène, car il s'agit d'une pièce expérimentale ; "C'est le rôle pour lequel j'étais le plus préparé ; il est toujours demandé de ne faire aucune préparation pour le rôle [avant de lire le scénario]", a déclaré Abol Naga. L'acteur a ensuite révélé ce qui l'intriguait le plus dans la pièce : "J'ai aimé que le sens de la pièce soit enfoui dans le scénario, et je le dévoilais [en lisant] avec vous. Parfois, je répétais les affirmations que je trouvais importantes, " a expliqué Abol Naga.
En septembre 2013, dans une pièce de théâtre unique, lecture en arabe ; Annulé, Khaled Abol Naga assume parfaitement le rôle principal d'Hassan, le réalisateur, et incarne parfaitement et de manière totalement hilarante le directeur-professeur talentueux, généreux et facilement irrité qui aime ses étudiants, mais les critique constamment et toute la génération à laquelle ils appartiennent. Dans cette forme grossière de pièce, les capacités théâtrales d'Abol Naga ont brillé.
En septembre 2015, une comédie musicale unique a été inaugurée au Centre culturel royal d'Amman, en Jordanie. Il a dirigé le tout premier transport arabe de la célèbre comédie musicale du West End Oliver ! par Lionel Bart. Son adaptation unique et originale remplace le Londres de Dickens par une ville arabe contemporaine, (Amman dans la production jordanienne). Il a créé avec l'écrivain bien connu de Disney Zeinab Mobarak une adaptation qui a intelligemment conservé l'esprit original de Charles Dickens et a transporté toutes les chansons et paroles originales dans la culture arabe contemporaine. Le maestro Nayer Nagui a dirigé l'orchestre et a entraîné les enfants à des cours de chant marathon qui se sont déroulés en Jordanie, principalement avec des enfants réfugiés syriens.

### Télévision
En tant qu'animateur de télévision, Abol Naga à partir de 1999 s'est vu offrir plusieurs opportunités d'animer différents programmes de télévision sur la chaîne de variétés du réseau Nile TV de l'ERTU. En 2000, il a reçu le prix du meilleur nouveau présentateur télé ( Égypte ). Il a ensuite été choisi pour animer la populaire émission télévisée Good Morning Egypt d'ERTU, qu'il a présentée jusqu'en 2001. Il a animé un talk-show populaire en direct , Eshar Ma'ana (traduit : Passez la nuit avec nous). Après avoir quitté la chaîne Nile Variety en 2000, il a animé l'émission de télévision Muzikana sur les meilleurs classements de la musique arabe pour MBC TV, ce qui lui a valu une reconnaissance dans les États arabophones.
En tant qu'acteur à la télévision, il est apparu pour la première fois et a attiré l'attention sur son talent dans son rôle principal masculin primé (Seif el Daly) dans la mini-série télévisée égyptienne El Banat en 2003, puis après son succès au box-office cinématographique Sahar. El-Layaly dans le rôle principal (Omar) de Leila's Mad Man, alias : Magnoon Laila, une mini-série télévisée à succès en 2007 diffusée dans toute la région arabe et qui lui a valu plusieurs prix plus tard.
En 2016, il se concentre sur les marchés anglophones en apparaissant dans une production américaine de Fox TV ( Tyrant saison 3) dans le rôle principal d'un religieux islamique, le cheik Al-Qadi – (guest star récurrente dans 10/10 épisodes), puis il a eu une célèbre apparition en tant qu'émir de Kairouan : Ziyadat-Allah – (un rôle de guest star dans 2 épisodes) dans l'émission télévisée à succès de la chaîne History Vikings (saison 5) diffusée au Canada en 2017, ainsi qu'une BBC Mini-série TV dans un rôle récurrent d'invité, The Informant – (en 6/6 épisodes) de The Last Post (mini-série TV). Il est annoncé pour apparaître sur Messiah, une nouvelle série télévisée épisodique de Netflix en 2020.

### Radio
En tant que présentateur, Abol Naga a créé et hébergé BBCe ! , une émission de radio hebdomadaire bilingue en arabe et en anglais. Il s'agit d'une coproduction avec BBC World Service et diffusée sur plusieurs stations de radio ERTU en Égypte. BBCe a été présélectionnée pour le BBC World Service Innovation Award en janvier 2007.
En tant qu'acteur, Naga a joué dans plusieurs productions radiophoniques de l'ERTU (saisons du Ramadan) en tant que doubleur. En 2003, il a joué le rôle principal parmi un casting de stars en tant que Sherif dans Ahlam El Sabaya (traduit : Les rêves de la fille ) réalisé par Hosny Ghoneim. L'année suivante, il joue dans la comédie dramatique radiophonique romantique Back to Love (réalisée par Hessein Ibrahim ) (2004) dans le rôle principal de Tarek.

## Travail humanitaire
Naga a utilisé son statut de star de cinéma dans la région arabe et même auparavant de célébrité à la télévision pour sensibiliser l'opinion publique à diverses questions en Égypte et au Moyen-Orient. Il a joué un rôle central, entre autres, dans le mouvement pro-démocratie qui a culminé avec la révolution égyptienne de la place Tahrir du 25 janvier 2011. Il a organisé des événements et des concerts en faveur de la tolérance religieuse,,. Il a fortement plaidé en faveur du soutien aux minorités égyptiennes, comme dans le cas de la violence contre les coptes. Il a également été l’un des premiers à soutenir des sujets tabous en Égypte et dans la région, comme la sensibilisation au VIH et les pratiques horribles des MGF,,.
En 2005, Naga a rejoint la campagne Abolissons la pauvreté.
Il a été nommé ambassadeur itinérant de l'UNICEF en 2007. Le 21 avril 2008, le partenariat avec l'UNICEF a été renouvelé. Tout au long de son implication, Abol Naga a abordé plusieurs questions taboues affectant les enfants en Égypte, notamment le VIH/SIDA, les mutilations génitales féminines (MGF), les droits de l'enfant, les enfants des rues et le développement des adolescents.
En 2009, il a célébré la Journée des orphelins égyptiens (3 avril) avec des enfants participant à Doodle4Google, un événement artistique qui encourageait les enfants orphelins à créer des variantes du logo Google pour refléter leur identité égyptienne à l'Université allemande du Caire.
Il est un fervent partisan (et a réalisé la version filmée de 2010) de la pièce : Les monologues de BuSSy . Elle est née comme une pièce de théâtre racontant des histoires pour étudiants en 2005. Il a été inspiré par les Monologues du Vagin d'Eve Ensler. La pièce était composée de centaines d'actes basés sur des lettres réelles d'histoires vraies mais taboues de jeunes femmes et hommes égyptiens. Le point culminant a été un spectacle en 2010 qui traitait de sujets controversés liés au genre touchant la jeunesse égyptienne et qui avait du mal à trouver un théâtre au Caire acceptant sa production, d'où l'idée de le filmer pour documenter la pièce dans une version filmée. Abol Naga a réalisé et produit avec d'autres une version filmée en 2010 après avoir été invité par les étudiants à la regarder sur le parking de l'Opéra du Caire !.
Il a soutenu la Hands Across the Middle East Support Alliance (HAMSA), une organisation de défense des droits de l'homme à but non lucratif et non sectaire, en agissant en tant que juge célèbre pour le « Dream Deferred Essay Contest ».
En 2010, il a soutenu la campagne Soudan365 de Crisis Action, lancée en janvier de la même année pour promouvoir la paix au Soudan lors de son événement au Caire.
Lors d'un lancement spécial de La Situation des enfants dans le monde par l'UNICEF Égypte en avril 2010, Abol Naga a identifié ses priorités comme suit : « une Égypte sans mutilation génitale féminine, une Égypte où l'eau potable et des systèmes d'égouts adéquats étaient disponibles dans tout le pays, une Égypte où il y avait l'égalité entre tous les enfants, quels que soient leur religion ou leur sexe, et une Égypte où il y avait l'égalité en matière d'éducation et où les enfants étaient protégés des effets du changement climatique.
Il a participé au premier TEDx du Caire en mai de la même année à l'Université américaine.
À la suite de l'attentat à la bombe d'Alexandrie du 1er janvier 2011, Abol Naga a rendu visite aux victimes et aux survivants dans les hôpitaux,,,, et a mené des veillées aux chandelles, dénonçant la violence contre les coptes et promouvoir la tolérance religieuse en Egypte. Le 10 janvier, il a organisé et animé le concert « Microphone pour Alexandrie » avec des musiciens apparus dans Microphone (2010). Le concert visait à récolter des fonds pour les victimes et à promouvoir la solidarité entre Égyptiens chrétiens et musulmans,.
Fin janvier 2011, il participe à la révolution égyptienne sur la place Tahrir, après avoir été signataire du manifeste de réforme politique de Mohamed ElBaradei, Ensemble pour le changement, le 28 mars 2010, avec d'autres cinéastes et réalisateurs. À Tahrir, il a filmé en direct, photographié et enregistré des enregistrements audio qui ont ensuite été mis en ligne sur Internet. Il a été interviewé plusieurs fois en anglais, une fois par Ayman Mohyeldin d'Al Jazeera et plusieurs fois par la BBC au sujet des manifestations. Al-Ahram Weekly a rapporté plus tard qu'il avait été impliqué dans une altercation avec des policiers en civil au cours de laquelle il avait été agressé, puis avait supprimé la nouvelle ! Il a indiqué qu'il avait un projet de vie en cours consistant à rassembler ses images et ses photographies du soulèvement de la place Tahrir en 2011, documentant les manifestations massives contre le président Mohamed Morsi des Frères musulmans en novembre 2012, le coup d'État militaire de 2013 et en cours.

### Ambassadeur itinérant de l'UNICEF Égypte (2007-2015)
Aperçu de son travail social :
- 2015 : – Out to the Sea – Droses – Alexandria Bibliotheca, Événement et campagne de sensibilisation Le plastique n'est pas fantastique
- 2014 : – Campagne UNICEF pour les droits de l’enfant CRC 25
- 2013 : – Projet de raccordement des canalisations d’eau potable UNICEF Assiut Clean – Campagne UNICEF MAZA LAW
- 2012 : – Lancement des médias sociaux de l'UNICEF – Célébration de la Journée des filles des Nations Unies et réunions contre le mariage précoce MGF
- 2011 : – Festival du film universitaire de l'UNICEF 2011
- 2010 : – Réunion régionale d'élaboration des politiques de haut niveau de l'ONUSIDA, Dubaï 2010
- 2010 : – Campagne pour l'eau potable, campagne pour les droits de l'enfant, journée des pyramides des orphelins, spots télévisés de sensibilisation au SIDA/VIH, séminaire de créativité du Festival du film pour enfants et atelier de courts métrages d'une minute réalisés par des enfants.
- 2009 : – Campagne Droits de l’Enfant CDE 2009
- 2008 : – Visite des enfants palestiniens blessés à la frontière de Gaza – Campagnes de sensibilisation au VIH avec l'ONUSIDA et l'UNICEF – Campagnes anti-MGF de Khetan
- 2007 : avril : Nommé Ambassadeur national de bonne volonté de l'UNICEF . Mars : Visite de projets liés au VIH à Alexandrie . Février 2007 : Participation au séminaire sur les médias et le VIH/SIDA au Festival du film pour enfants du Caire. Janvier 2007 : Participation à un séminaire et à un atelier de sensibilisation des jeunes sur la campagne nationale égyptienne contre le VIH/SIDA à Ismailia, Suez.
- 2006 : Novembre 2006 : Participation au lancement des prix de la campagne Unis pour les enfants, Unis contre le SIDA et l'hépatite C

Naga a remporté une multitude de prix en tant qu'acteur, notamment en 2004 pour Sleepless Nights et en 2014 pour Villa 69 et Eyes of a Thief . et en tant que producteur en 2013-2014 pour Villa 69 et en 2010-2011 pour Microphone, un film considéré comme un classique et l'un des rares films indépendants répertoriés comme l'un des 100 plus grands films de l'histoire du cinéma arabe.

## Nominations du jury
Khaled Abol Naga a été nommé membre du jury ou chef de jury dans de nombreux festivals de films locaux ou internationaux depuis 2008

## Filmographie

### Télévision
- 2020 : MESSIE (saison 1) : Série TV NETFLIX – diffusion le 1er janvier 2020 YACOB – (Rôle de Guest star dans 3/10 épisodes)
- 2019 : LE DERNIER POST (saison 1) : Mini-série BBC TV – diffusée au Royaume-Uni 2018 The Informant – (Rôle invité dans 6/6 épisodes)
- 2017 : VIKINGS (saison 5) : Émission télévisée History Channel – diffusée au Canada en février 2017 Ziyadat-Allah – (Rôle invité dans 2 épisodes)
- 2016 : TYRANT (saison 3) : Emission TV FX Networks – USA Sept.2016 AL-Qadi – (Rôle principal invité dans 10/10 épisodes)
- 2007 : MAD MAN de LEILA alias : Magnoon Laila : Mini-série télévisée – Égypte 2007 Omar – (Rôle régulier de la série principale dans 15/15 épisodes) A remporté plusieurs prix du meilleur acteur du vote populaire local
- 2003 : EL BANAT : Mini-série télévisée – Égypte 2003 Seif – (Rôle régulier de la série principale dans 30/30 épisodes) A remporté le prix du meilleur acteur au Festival du film du centre catholique 2003

### Courts métrages et documentaires
- 2017 : Le vendeur inconnu de patates douces (court métrage) Réalisateur : Ahmed Roshdy - (Khaled a joué et coproduit)
- 2016 : La République de Nasser, The Making of Modern Egypt (Doccu.) Réalisateur : Michal Goldman (Khaled a joué la voix off de Nasser) CIFF 2016[43]
- 2015 : Camera Obscura (Court métrage) Réalisateur : Nour Zaki - (Khaled : Acteur et coproducteur) Première mondiale en court métrage d'une minute aux Oscars 2015

- MISS FISHER AND THE CRYPT OF TEARS (2020): Australian TV Feature Film - release Feb. 2020 – (Main character)
- Out of The Ordinary (2015)    Director: Daoud Abdel Sayed - Dr.Yehya – Lead character - Nominated for Best Actor in: Abu Dhabi Film Festival 2015
- Eyes Of A Thief (2014)  Director: Najwa Najjar – Tarek Khedr - The Lead character - Palestine’s nomination to the Oscars 2014 - Won Best Actor Award : Cairo International Film Festival 2014 - Several other nominations
- From A to B (2014)   Director: Ali Mustafa - Syrian Officer – Guest star role Nominated in: Abu Dhabi Film Festival 2014, Cairo Int’l Film Festival 2014
- Decor (2014)  Director: Ahmad Abdalla - Cherif - Male co-Lead character - London BFI Film Festival 2014 Cairo Int’l Film Festival 2014
- Villa 69 (2013)  Director: Ayten Amin – Hussein- Lead Character and Executive Producer – WON Best Actor Award – National Film Festival for Egyptian Cinema 2014 – Won Best Actor Award – Khoribga African Film Festival 2014 – WON Best Actor Award – Cathothoc Center Film Festival for Egyptian Cinema 2014 – WON Best Actor Award – Egypt’s 40th Film Society Film Festival 2014 – Won Best Actor Award – several other
- Bussy Monologues (2013) - Director & Producer of the Filmed Monologues, http://www.Bussy.TV
- Microphone (2010)   Director: Ahmad Abdalla – Khaled – Main character & co-producer - WON Tunis Chartage Gold Tanit Best Film Award 2010, Won Cairo Int’l Film Festival Best Arabic Film Award 2010, Won Dubai Film Festival Best Editing Award 2010, Won Istanbul Film Festival Gold Tulip Best Film Award 2011 Toronto Film Festival 2010, Vancouver FF 2010, Dubai Film Festival 2010, London BFI 2010, several other festivals
- Heliopolis (2009)  Director: Ahmad Abdalla - Actor & Co-producer - WON Special mention CIFF 2009, Palm Springs IFF 2009, Toronto Film Festival 2009, Vancouver FF 2009, MEIFF Abu-Dhabi 2009, Thessaloniki FF 2009, Marrakech IFF 2009, Stockholm FF 2009, several other festivals
- One-Zero (2009) Director: Kamla Abu Zekry - Cherif - Main character in ensemble cast  - Nominated at Venice Film Festival 2009 Official New Horizon Competition - WON Brussels Film Festival 2009 Best Scenario & Jury special prize, Won 42 awards from several International and local Festivals
- Habibi Naeman (Sleeping Habibi) (2008)  Ramez – The Male Lead
- Agamista (2007)  Director: Tarek Abdel Moaty – Co-Lead role
- In The Heliopolis Flat (2007) aka: Fi Shaket Masr El Gedida Director: Mohamed Khan  – Yehya – The Male Lead  - Won awards from several International and local Festivals
- Civic Duty (2007) Director: Jeff Renfroe – Gabe – co-Lead with Peter Krause - Nominated at Tribeca Film Festival 2007
- Kashf Hesab (2007)  Director: Amir Ramsis – Farid – The Lead
- None but that! (2007) aka: Mafeesh Gher Keda! Director: Khaled El Hagar – Male co-Lead
- A Game of Love (2006)  Director: Mohamed Ali aka: Leabet El Hob – The Male Lead  - WON Best Actor Award – Alexandria Int’l film festival 2006
- Harb Atalia (2005) Director: Ahmed Saleh - Fouad -Male co-Lead  (Language:Italian & Arabic)
- Downtown Girls (2005) aka: Banat Wust El Balad  Director: Mohamed Khan  – Chef Samir – Main Supporting role
- Malek We Ketaba (2005) Director: Kamla Abu Zekry – Tarek – Main supporting role –  Won several Best Film Awards
- Hob El Banat (2004) aka: Girl’s Love Director: Khaled El Hagar – Karim el sharkawy – Male co-Lead role- WON Special Mention at Cairo Int’l Film Festival 2004
- Yom El Karama aka: Dignity Day (2004)  Director: Ali Abdel Khalek – Lt.N.Hassan Hosny – co-Lead role
- Sleepless Nights aka: Sahar El Layaly (2003)  Director: Hani Khalifa - Ali –  co-Lead male role (shared with 3 other) - Won Best Acting Award for the ensemble cast at The Institué Du Monde Arabe Film Festival 2003, Won Best Acting Award at Damascus Film Festival 2003, Won awards from several International and local Festivals
- Mowaten we Mokhber we Haramy (2001) aka: A citizen, a detective & a thief Director: Daoud Abdel Sayed – The citizen Selim – The male Lead –  WON several Best Film Awards
- Rendez Vous (2000) Director: Ali Abdel Khalek – Ashraf – Male co-lead shared with 2 others

## Lectures complémentaires
- Isis Nusair (13 septembre 2018). "L'art du politique : entretien avec l'acteur, réalisateur et producteur égyptien Khaled Abol Naga [alias Kal Naga]." Jadaliyya. http://www.jadaliyya.com/Details/37936/
- Chris Newbould, « Khaled Abol Naga on his film that caught the spirit of the Arab Spring like no other », The National, 2 avril 2014
- E. Nina Rothe, « Meet Khaled Abol Naga, Egypt's International Treasure », sur The Huffington Post, 7 janvier 2015
- Photos : https://commons.wikimedia.org/wiki/File:Sheik_Al-Qadi_-_Press_Portrait_2_copy_small.jpg